# La Dame de Monsoreau (téléfilm)
Pour les articles homonymes, voir La Dame de Monsoreau (homonymie).
 (novembre 2024).
Si vous disposez d'ouvrages ou d'articles de référence ou si vous connaissez des sites web de qualité traitant du thème abordé ici, merci de compléter l'article en donnant les références utiles à sa vérifiabilité et en les liant à la section « Notes et références ».
Pour plus de détails, voir Fiche technique et Distribution.
La Dame de Monsoreau est un téléfilm français dramatique en deux parties réalisé par Michel Hassan et produit par Michelle Podroznik, d'après l’œuvre d'Alexandre Dumas, et diffusé en Belgique le 7 décembre 2008 et le 26 août 2009 sur France 2.

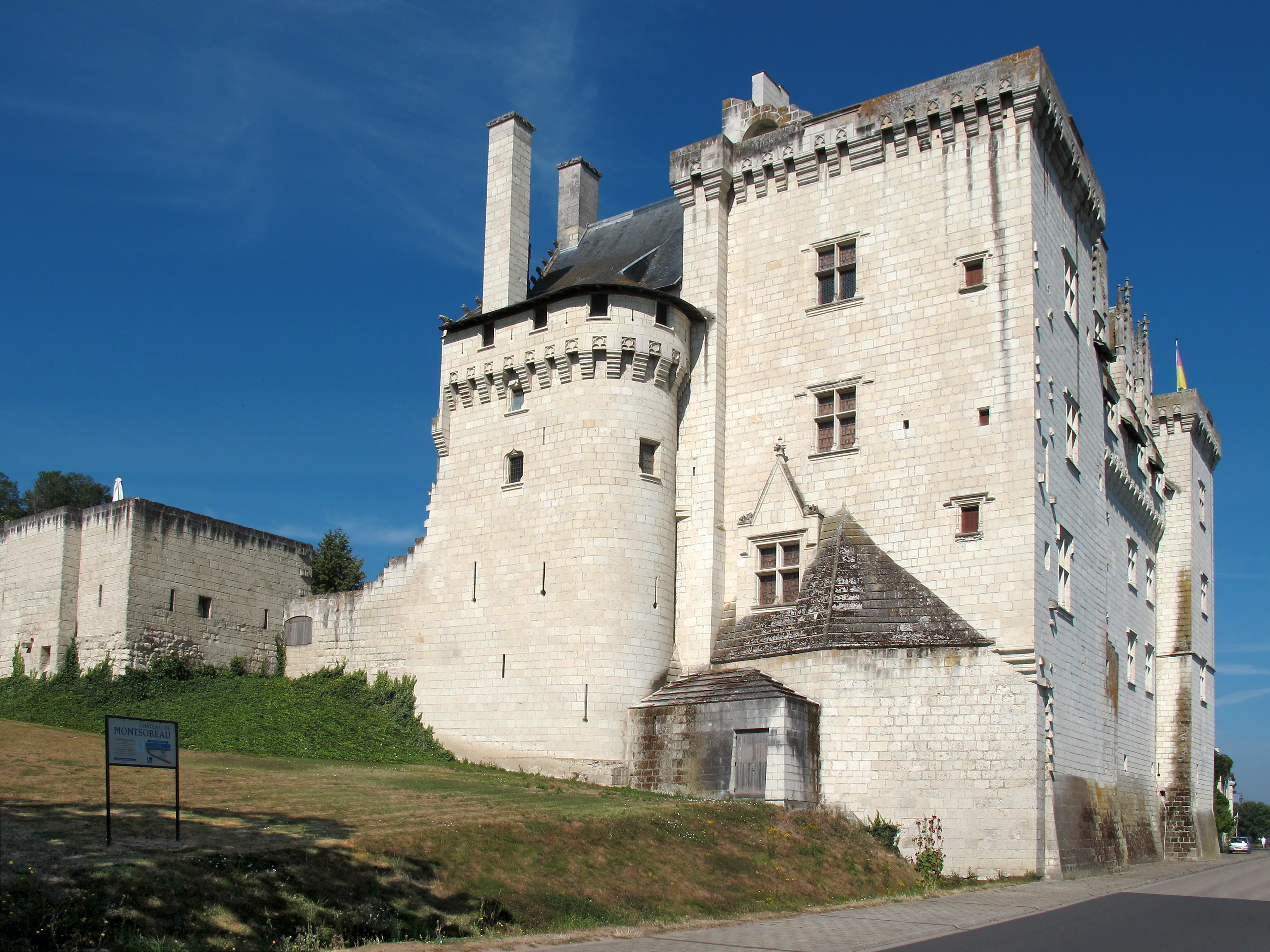
Château de Montsoreau, 1455, Val de Loire

## Synopsis
En 1574, en France sous le règne du roi Henri III. Deux intrigues se mêlent, une intrigue politique opposant le roi à un complot fomenté par les Guise et notamment par le duc Henri de Guise, chef de la Ligue catholique et soutenant sa rivalité avec son frère François d'Alençon, duc d'Anjou. Le roi est également opposé à Henri de Navarre, chef du parti protestant. De l'autre côté, une intrigue amoureuse entre Diane de Méridor mariée contre son gré au comte Brian de Monsoreau, et Louis de Bussy d'Amboise.

## Fiche technique
- Réalisateur : Michel Hassan
- Musique originale : François Staal
- Directeur de la photographie : Jonny Semeco
- Date de diffusion :  Belgique : 7 décembre 2008;  France : 26 août 2009
- Durée : 180 minutes
- Genre : drame

## Distribution
- Frédéric van den Driessche : Comte Brian de Monsoreau
- Esther Nubiola : Diane de Méridor Comtesse de Monsoreau
- Thomas Jouannet : Louis de Bussy d'Amboise
- Anne Caillon : Catherine de Guise, duchesse de Montpensier (Marie de Guise, dans le téléfilm)
- Frédéric Quiring : François d'Alençon Duc d'Anjou
- Marie Denarnaud : Gertrude
- Patrick Fierry : Roi Henri III de France
- Charles Schneider : Jeanjean
- Pierre Mondy : Baron de Méridor
- Rosa Novell : Catherine de Médicis
- Roger Coma : Matéo
- Nicolas Guillot : Joyeuse
- Éric Elmosnino : Chicot
- Thierry Godard : Roi Henri de Navarre
- Albert Goldberg : Duc Henri de Guise
- Stanley Weber : Capitaine Delmas
- Benjamin Baroche : l'intendant du roi
- Joan Massotkleiner : Cardinal Louis de Lorraine-Guise
- Sarah-Laure Estragnat : Mona
- Laure de Butler : Margaud
- Maël Grenier : Jonquet
- Dimitri Storoge : Aurilly
- Christophe Laparra : Solonge
- Manuel Frendo : Quélus
- Julien Petit : Jean-Louis de Nogaret de La Valette Duc d'Épernon
- Gilles Masson : Morignac
- Blaise Forgas : Ligueur Frémont
- Valérie Lesage : Reine de France Louise de Lorraine-Vaudémont
- Pierre-Gilles Girault : Pierre de Gondi Cardinal de Paris
- Didier Morillon : Père André
- Christian Mening : le cocher assassin
- César van den Driessche : Comte Brian de Monsoreau jeune
- Lucie Brami : Diane de Méridor-Monsoreau enfant
- François Aubineau : Curée de l'église Saint-Paul
- Christophe Bourdilleau : Frère Simon
- Christian Teyras : le peintre italien
- Jacky Nercessian : le voyant
- Patrick Marivel : Hector

## Lieux du tournage
La série fut tournée principalement en Maine-et-Loire, au château du Plessis-Macé, du Plessis-Bourré, de Brissac-Quincé ainsi qu'au Château de Chambord, au Château de Blois, dans l'Abbaye de Fontevraud et dans une demeure bourgeoise près de Doué-la-Fontaine. Quelques scènes ont été filmées dans les départements d'Indre-et-Loire, du Loiret et de Loir-et-Cher. Certaine scènes ont été tournées au château de Montreuil-Bellay (Anjou), au manoir de Launay et au château de Brézé.

## Commentaires
- Laura Smet devait jouer le rôle de Diane de Meridor et fut remplacée en dernière minute par Esther Nubiola.
- Le téléfilm est librement adapté du roman éponyme d'Alexandre Dumas, deuxième de la trilogie des Valois après La Reine Margot, et emprunte également quelques éléments au troisième roman, Les Quarante-Cinq.
- Des différences nombreuses et notables avec les romans sont à relever :
  - L'histoire ne se déroule pas en 1578 comme dans le roman, mais en 1574 deux ans après le massacre de la Saint-Barthélémy qui forme l'arrière-fond du film. Bussy est protestant et sert le duc d'Anjou parce que celui-ci l'avait sauvé des tueries.
  - Dans le téléfilm, le comte de Monsoreau tue le baron de Méridor en l'enfumant dans sa chambre après qu'il a signé son consentement au mariage du comte avec sa fille. Dans le roman, il est épargné. Le comte de Monsoreau se contente de lui laisser croire ignominieusement à la mort de Diane.Le baron de Méridor meurt dans Les Quarante-cinq, de manière pour Dumas à laisser la voie libre à la vengeance de sa fille qui ne veut pas d'une fin de vie paternelle flagellée par un homicide.
  - Chicot qui est un personnage important dans les romans voit son rôle considérablement réduit dans le téléfilm et certaines de ses actions sont reprises par Bussy.
  - Certains personnages importants des romans comme le moine Modeste Gorenflot, le comte de Saint-Luc et sa femme, Jeanne de Brissac, n'apparaissent pas.
  - Sont également absents (à l'instar ici de la mini-série de 1971) "les amis de Bussy", Antraguet, Livarot, Ribeirac, impliqués au côté des Guise, du duc d'Anjou et de Monsoreau dans la conspiration contre Henri III.
  - La fratrie des Guise est amputée du duc Charles de Mayenne pour se limiter à Henri de Guise le balafré, au cardinal Louis de Lorainne et à leur sœur, la duchesse de Montpensier. S'agissant de cette dernière, les libertés prises avec l'Histoire et le roman sont telles que les scénaristes l'appellent la duchesse Marie de Guise et non Catherine de Lorraine. Peut-être aussi par confusion avec une autre duchesse de Montpensier : Marie de Bourbon-Montpensier.
  - Le personnage de Joyeuse est spécifique au dernier roman de la trilogie Les Quarante-cinq.
  - La mort par empoisonnement de François d'Alençon Duc d'Anjou intervient à la fin du même roman Les Quarante-cinq et non dans La Dame de Monsoreau tandis qu'elle est insérée en épilogue dans le téléfilm. Dans cette version, Diane se déguise en soubrette et apporte au duc une boisson empoisonnée tandis que dans le roman, elle l'empoisonne avec un fruit, avec une fleur qu'elle lui fait respirer et enfin avec la fumée d'une bougie.
  - On assiste également dans l'épilogue à l'assassinat du duc de Guise, du Cardinal Louis de Lorraine et à l'emprisonnement de la duchesse de Montpensier. Ces événements ne sont pas rapportés dans aucun des ouvrages de Dumas et auraient apparemment dû faire partie avec l'assassinat de Henri III par le moine Jacques Clément d'un quatrième roman sur les Valois que le romancier aurait eu le projet d'écrire pour faire suite au livre Les Quarante-cinq. Sauf que la duchesse de Montpensier se servit de Jacques Clément pour venger ses frères et ne mourut que sept ans plus tard.
  - On relève aussi l'absence de prénom apposé au nom du héros. De ce fait, contrairement au roman de Dumas et aux adaptations télévisées de 1971 et de 1997, Diane de Méridor n'appelle jamais l'amant dont elle est follement amoureuse par son nom de baptême, Louis ; mais toujours par son nom usuel, Bussy.
  - Ici contrairement au roman et à l'Histoire, Bussy est un ancien amant de la duchesse de Guise.